# Paweł Świetlikowski
Paweł Świetlikowski ps. Jerzy (ur. 2 stycznia 1915 w Wilnie; zm. 26 lipca 2006) – oficer Armii Krajowej. Kawaler Orderu Virtuti Militari.
Syn Rudolfa i Julii z Blinstrubów.

## Okres przedwojenny
Po ukończeniu szkoły powszechnej uczęszczał do Gimnazjum im. Zygmunta Augusta, w którym otrzymał świadectwo dojrzałości. Służbę wojskową odbywa w Szkole Podchorążych Rezerwy przy 76 Lidzkim pułku piechoty. W 1939 roku rozpoczął studia na Wydziale Prawa w Uniwersytecie Stefana Batorego w Wilnie.

## Okres wojny
Zmobilizowany w sierpniu 1939 roku, wyruszył na front z 77 pułkiem piechoty. W czasie walk dostał się do niewoli radzieckiej. Uciekł z pociągu wywożącego jeńców w głąb Rosji i powrócił do Wilna. Od listopada 1939 roku, będąc w konspiracji, współpracował z por. Jerzym Łozińskim w zakresie wywiadu wojskowego. Prowadził kurs podchorążych oraz organizował kursy łączniczek i sanitariuszek.
Zorganizował 2 batalion „Dzielnicy B” Garnizonu „Dwór” AK. 11 listopada 1942 roku komendant „Wilk” awansował go do stopnia porucznika. Jako dowódca batalionu uczestniczył w operacji „Ostra Brama".
W lipcu 1944 roku uniknął internowania. 15 września został aresztowany i skazany na 15 lat katorgi i 5 lat pozbawienia praw obywatelskich. Został wywieziony do Workuty, gdzie przebywał do 1956 roku.

## Okres powojenny
Po powrocie do Polski podjął studia na Akademii Górniczo Hutniczej w Krakowie, gdzie zdobył dyplom inżyniera górnictwa.
Jest autorem dwóch książek dotyczących górnictwa. Po przejściu na emeryturę zajął się tematyką wspomnieniową. Wydał książkę „Wołało nas Wilno” oraz „Gułag Workuta. Raport Oficera AK”.
W 1991 bezskutecznie kandydował do Sejmu z listy WAK.
Zmarł 26 lipca 2006 roku w Przeźmierowie pod Poznaniem.

## Ordery i odznaczenia
Pierwotny wykaz orderów i odznaczeń podano za: Danuta Szyksznian Jak dopalał się ogień biwaku. s. 450
- Srebrny Krzyż Virtuti Militari
- Krzyż Kawalerski Orderu Odrodzenia Polski
- Krzyż Walecznych
- Srebrny Krzyż Zasługi z Mieczami
- Medal Zwycięstwa i Wolności